# Chemische Rundschau
Die Chemische Rundschau (CR) ist eine Schweizer Fachzeitschrift für Chemie und Laborberufe, die seit 1948 im AZ Fachverlag (später AZ Medien) in Aarau erschien, die von Vogt-Schild übernommen wurden. 2010 erschien Band 63, danach wurde sie mit „Chemie plus“ aus dem gleichen Verlag zusammengelegt. Sie erscheint zehnmal im Jahr.
Die Zeitschrift bringt Nachrichten aus der Chemie-, Pharma- und Biotechnologie-Industrie.
Die ISSN von Chemische Rundschau (CR) war ISSN 0009-2983.
Die ISSN von Chemie plus: Chemische Rundschau ist ISSN 1019-1550. Chemie plus erschien zuerst 1992. Sie sind offizielles Organ des Fachverbandes Laborberufe (FLB) und des Schweizerischen Chemie- und Pharmaberufe Verbandes (SCV).
Es gab auch 1896/97 eine in Berlin erscheinende Zeitschrift Chemische Rundschau für die Chemieindustrie.